# Moldo-Too
Der Moldo-Too (kirgisisch Молдо-Тоо) ist ein Gebirgszug im Oblus Naryn in Kirgisistan.
Der Moldo-Too ist Teil des Tienschan-Gebirgssystems in Zentralasien. Er verläuft nördlich der Naryn-Niederung und südlich der Songköl-Niederung über eine Länge von ca. 150 km in Ost-West-Richtung. Die Flusstäler von Song-Köl und Kökömeren bilden die Abgrenzung nach Osten und Westen. Der Moldo-Too erreicht eine maximale Höhe von 4185 m. Der Gebirgszug besteht hauptsächlich aus Kalkstein. In den tieferen Hanglagen wächst Bergheide. In höheren Lagen kommen Fichtenwälder und Wacholderbüsche vor. Der Moldo-Pass überquert das Gebirge in Nord-Süd-Richtung auf einer Höhe von 3150 m.